# Strcpy
Strcpy 是C語言的函式之一，來自 C語言標準函式庫，定義於 string.h，它可以複製以 null 為結束字元的記憶體區塊到另一個記憶體區塊內。由於字串在 C 語言不是首要的資料型態，而是以實作的方式來替代，在記憶體內以連續的位元組區塊組成，strcpy 可以有效複製兩個配置在記憶體以指標回傳的字串（字元指標或是字串指標）。
函式原型如下：
```
#include
<string.h>

char
 
*
strcpy
(
char
 
*
destination
,
 
const
 
char
 
*
source
);

```

傳回值是 destination 字元陣列或是配置在記憶體的字元指標（或是字串指標）。

## 使用方式與實作
例如
```
char
 
*
str1
 
=
 
malloc
(
LARGE_NUMBER
);

char
 
*
str2
 
=
 
malloc
(
LARGE_NUMBER
);

fgets
(
str1
,
 
LARGE_NUMBER
,
 
stdin
);

strcpy
(
str2
,
 
str1
);
 
/* 這行程式碼類似 str2 "=" str1 */

```

前兩行程式碼是先配置記憶體，經由 malloc 函式把配置完成的記憶體位址，傳回給 str1 和 str2。到了下一行程式碼，指向 str1 的記憶體，會被使用者輸入的字串填滿。之後，複製 str1 字串到 str2 的記憶體區塊內。雖然 str2 = str1 這個程式敘述可以出現類似的現象，但是它只能複製位址從 str1 到 str2，讓 str2 指向 str1 的記憶體，實際上也無法真正做到複製字串的動作。這就是 str1 和 str2 兩個指標都指向相同的記憶體區塊位址。這相當於所謂的 shallow copy（淺複製），因為 str2 實際上沒有真正從 str1 複製到字串，所以這兩個指標所指的其實都是同一個的字串。
strcpy 函式利用迴圈動作逐次完成複製字串中每一個字元。在GCC-4.8.0的testsuite中的实现如下：
```
extern
 
void
 
abort
 
(
void
);

extern
 
int
 
inside_main
;

__attribute__
 
((
__noinline__
))

char
 
*

strcpy
 
(
char
 
*
d
,
 
const
 
char
 
*
s
)

{

  
char
 
*
r
 
=
 
d
;

#if defined __OPTIMIZE__ && !defined __OPTIMIZE_SIZE__

  
if
 
(
inside_main
)

    
abort
 
();

#endif

  
while
 
((
*
d
++
 
=
 
*
s
++
));

  
return
 
r
;

}

```

## 緩衝區溢位
必須注意使用 strcpy 函式，因為如果來源字串的長度太長，當複製到目的緩衝區時，它會覆寫到連接目的緩衝區後方的記憶體，導致無法預期的結果。而且程式通常容易會出現區段錯誤（也就是常見的例外現象），但是熟練的駭客會利用緩衝區溢位來破解進入作業系統（詳見電腦安全）。

## Bounds checking variants
strncpy 這個常見的 bounded variant 它的實作方式與 strcpy 相類似，它只要複製指定的位元組個數，而且只要它接近指定的最大長度時，就會在目的緩衝區加上結束字元來結束複製動作。只要指定的位元組個數大於目的字串的長度，它就會因為緩衝區溢位而受到影響；然而，程式會自動假定來源字串是以 null 作為結束字元的字串，當來源字串的長度大於指定的長度時，它無法保證產生出來的結果是以 null 來作為結束字元的字串，它也可能出現讀取例外的現象。

### strlcpy
由 OpenBSD 的研發人員  和 Theo de Raadt 兩人設計 strlcpy 函式，通常視為是 strncpy 安全版本。對於一些作業系統而言，這個函式會出現被掌控的問題，但是它已經被 glibc 維修人員給特別地刪除，所以在此建議使用 memcpy 函式來替代。

### strcpy_s
strcpy_s 函式是 strcpy 的安全版本，屬於 ISO/IEC TR 24731 的標準， 某些 C 函式庫支援這個函式，包含 Microsoft C Runtime Library（微軟 C 語言執行時期函式庫）。 它與 strcpy 的不同在於，在它取得額外參數來決定目的緩衝區大小時，會因為發生溢位而出現錯誤，如此一來，就可以預防緩衝區溢位。由於 strcpy_s 對於 C 語言來說是新的函式，所以沒有特別受到廣泛支援。
反對Microsoft人士宣稱，這個函式連同其他Microsoft在其Runtime Library號稱對安全性所做的強化皆為Microsoft試圖把開發人員鎖死在視窗平台上的手段之一。；雖然strcpy_s是屬於ISO/IEC TR 24731的標準而非Windows獨有的標準，且在本質上跟OpenBSD的strlcpy沒有差別。

## 外部連結
- strcpy(3)：複製字串 – OpenBSD 函式庫函式說明手冊